# Gino Rovetta
Luigi Filippo Rovetta, detto Gino (Brescia, 13 febbraio 1896 – Brescia, 18 novembre 1965), è stato un dirigente sportivo italiano.

## Biografia
Industriale tessile, proseguì l'attività paterna nella ditta Rovetta e Lanti. Appassionato sportivo, fu presidente del Brescia dal 1924 al 1926.
Nominato vice podestà di Brescia nel 1933, fu stimato per la severità amministrativa.
Divenne, nel 1937, vice presidente della Società ginnastica Forza e Costanza, deputato del Teatro Grande e commissario dell'Istituto Tecnico Moretto.
Gli è stato intitolato l'asilo infantile del comune di Collebeato.